# 开放社会档案馆
开放社会档案馆（縮寫為Blinken OSA）是一個檔案庫和實驗室，旨在探索以專業和有意識的激進方式評估、情境化、呈現和利用檔案文件的新方法。它由喬治·索羅斯於1995年創立，於1996年成為中欧大学的一個系。最初稱為開放社會檔案館。2015年，在收到一筆大筆捐款後，更名為Vera和Donald Blinken開放社會檔案館。
檔案館藏涉及戰後歐洲歷史、冷戰、前東歐集團的歷史、地下出版物、宣傳歷史、人權和戰爭罪行以及開放社會基金會的全球活動。
开放社会档案馆還作為中歐大學的教學和研究部門，提供有關檔案、證據、人權、紀錄片、二十世紀歷史和冷戰政治的理論和方法的碩士和博士課程。
該建築現在還包含一個畫廊空间（Galeria Centralis）用於舉辦公共項目、展覽和會議。